# 坂本美樹
坂本 美樹（さかもと みき、1994年12月26日 - ）は、日本の女子バスケットボール選手である。ポジションはポイントガード。Wリーグのアイシン ウィングス所属。

## 来歴
津幡高校で全国大会出場を経験し、立命館大学でもインカレ出場。
卒業後の2017年、トヨタ紡織サンシャインラビッツに加入。
2022-23シーズンは主将を務める。
2025年オフ、トヨタ紡織を退団。アイシン ウィングスに移籍。